# Vavin (stanice metra v Paříži)
Vavin je nepřestupní stanice pařížského metra na lince 4 na hranicích 6. a 14. obvodu v Paříži. Nachází se na křižovatce ulic Boulevard du Montparnasse a Boulevard Raspail.

## Historie
Stanice byla otevřena 9. ledna 1910 jako součást úseku Châtelet ↔ Raspail, který spojil do té doby oddělenou severní a jižní část linky.

## Název
Jméno stanice je odvozeno od názvu ulice Rue Vavin. Alexis Vavin (1792–1863) byl notářem, který byl zvolen poslancem. Jako monarchista se postavil proti převratu Napoleona III.

## Vstupy
Stanice má vchody na Boulevardu Montparnasse u domů č. 101, 103, 106 a 108